# Christian Kill
Christian Kill (* 17. Januar 1991) ist ein luxemburgischer Tischtennisspieler- und -trainer. Er zählt zu den Top 10 der besten Tischtennisspieler aus Luxemburg.

## Werdegang
2019 wurde er zum ersten Mal luxemburgischer Landesmeister im Einzel. Dabei schlug er 4 luxemburgische Nationalspieler, nämlich Luka Mladenovic, Eric Glod, Traian Ciociu und Marc Diliesen. Vor allem das Halbfinale gegen Eric Glod war spannend, da er im Entscheidungssatz mit 22-20 gewonnen hat. Deswegen wurde er 2019 wieder in die Luxemburgische Nationalmannschaft berufen. Im Doppel mit Eric Glod hatte er bereits 2017 den Titel geholt.
Zur Saison 2018/19 wechselte er vom DT Düdelingen, nach über 20 Jahren, zum Zweitligisten DT Linger in die Nationale 2. Dort spielte er mit Yves Tonon, Gavray Dirck und Igor Tkalec. Sie verloren beide Relegationsspiele für die BDO TT League knapp im Entscheidungsdoppel. Deswegen werden sie zur Saison 2019/20 noch einmal in der National 2 angreifen. Dort agiert er auch als Jugendtrainer.
Zur Saison 2019/20 hat sich der Kader der 1. Mannschaft leicht verändert. Yves Tonon wird aus privaten Gründen nicht mehr für die 1. Mannschaft agieren. Er wird durch Arlindo De Sousa ersetzt, der aus der National 1 vom DT Iechternach kommt. Er war früher luxemburgischer Nationalspieler. Igor Tkalec hat den Verein verlassen und ist wegen privaten Gründen nach Italien gegangen. Der Kader der 1. Mannschaft besteht aus der Nummer eins Christian Kill, Arlindo De Sousa und Dirck Gavray. Der 4. Platz wird von mehreren Spielern geteilt.
Er qualifizierte sich mit der Nationalmannschaft 2019 für die Europameisterschaft in Nantes. Im entscheidenden Spiel gegen Finnland gewannen sie 3-2, nachdem sie 1-2 hinten lagen. Er spielte mit Eric Glod, Gilles Michely und Marc Dielisen.
Bei der Mannschaftseuropameisterschaft, bei denen er sich mit der Mannschaft knapp qualifizierte, gingen sie als klare Außenseiter rein. Sie bekamen es in der Gruppe mit Weißrussland und England zu tun. Im ersten Spiel gegen England verloren sie mit 1-3. Lediglich der Materialspezialist Luka Mladenovic könnte gegen Tom Jarvis siegen. Im zweiten Spiel gegen Weißrussland verloren sie klar mit 0-3. Dort konnte auch Christian Kill sich zum ersten Mal bei dieser EM unter Beweis stellen. Er verlor mit 1-3 gegen Aljaksandr Chanin. Damit erreichen sie den 17. Platz bei dieser Europameisterschaft.
Christian nahm an den Polish Open teil, einem Turnier der Challenge Series. Er musste sich erstmals in der Gruppe behaupten. Dort trat er sehr positiv auf. Er verlor zwar am Anfang knapp gegen den in der Weltrangliste stärkeren Serben Aleksa Gacev (WR: 444) mit 2-3. Danach gewann er aber klar gegen den stärksten in der Gruppe, den Mexikaner Ricardo Villa (WR: 236) mit 3-0. Damit qualifizierte er sich knapp für das Hauptfeld. Dort bekam er es zu tun mit dem Polen Marek Badowski (WR:83). Er verlor nach starker Gegenwehr knapp mit 2-4. Christian trat aber auch noch im Doppel mit Gilles Michely an. Sie verloren das erste Spiel klar mit 0-3 gegen die jungen Polen Maciej Kubik (WR:522) und Samuel Kulczycki (WR:436). Damit endeten die Polish Open für ihn ohne Medaille.
Bei den luxemburgischen Landesmeisterschaften 2020 hat Christian Kill Bronze im Einzel gewonnen. Er verlor das Halbfinale gegen Luka Mladenovic Mladenovic (1. FC Mainz) 4-2. Im Doppel konnte er mit seinem Mannschaftskollegen Yves Tonon Gold gewinnen. Sie gewannen das Finale gegen Arlindo de Sousa (ebenfalls ein Mannschaftskollege) und Evgheni Dadechin (DT Eiter-Waldbredimus) Im Mixed gewann er ebenfalls Bronze mit Carole Hartmann (DT Echternach).
Wegen der Coronakrise, wurde in Luxemburg das gesamte Spielbetrieb eingestellt. Christian Kill belegt zurzeit mit seiner Mannschaft den 2. Platz in der 2. Liga, der National 2. Nach Angaben der FLTT wird kein Auf- und Abstieg ausgespielt. Deswegen kann man davon ausgehen, dass seine Mannschaft auch zur neuen Saison 2020/21 in der Nationale 2 aufschlagen. Der geschwächte Verein DT Linger kann dadurch auch dieses Jahr den Traum vom Aufstieg in die 1. Liga vergessen.

## Geschichte
Christian Kills sportliche Laufbahn begann schon im Alter von 6 Jahren, indem er mit dem Fußball anfing. Nach einigen Verletzungen wechselte er die Sportart und versuchte es mit Tischtennis. Kurze Zeit danach wurde er ein leidenschaftlicher Tischtennisspieler. Im Alter von 7 Jahren absolvierte er seine ersten offiziellen Wettkampfspiele beim DT Diddeleng und später trat er dem Nationalkader bei. In den folgenden Jahren lernte er viele neue Trainer kennen, wodurch er sich stetig weiterentwickelte.
Schon länger hatte er beschlossen, seinen Beruf als Buchhaltungsgehilfe aufzugeben und sich ganz dem Tischtennis zu widmen. Er arbeitete bereits 2 Jahre lang nebenbei als Trainer. Dazu kam, dass er positive Rückkopplungen seitens mehrerer Spieler bekam. Als die Nachfrage als Trainer größer wurde, entschied er sich, selbständiger Tischtennistrainer zu werden und sein Hobby zum Beruf zu machen.

## Vereine
- 1998–2018: DT Diddeleng
- seit 2018: DT Lénger